# Анилиды
Анилиды — органические соединения, производные анилина C6H5NH2 и других ароматических аминов, у которых атом водорода аминогруппы замещён остатком карбоновой кислоты. Их также можно рассматривать как N-арилзамещенные амиды. Например, ацетанилид CH3CONHC6H5 также известен как N-фенилацетамид. Анилиды — бесцветные кристаллы; не растворяются в воде, растворяются в эфире и этаноле.
Анилиды гидролизуются при нагреве с разбавленными растворами кислот и щелочей до исходных аминов и кислот.